# Ligne de Puteaux à Issy-Plaine
La ligne de Puteaux à Issy-Plaine, dite ligne des Moulineaux ou ligne des Coteaux, est une ligne ferroviaire des Hauts-de-Seine, en Île-de-France, d'une longueur de dix kilomètres. La ligne est ouverte en 1889. Elle est fermée et déposée entièrement en 1993 pour permettre la réalisation de la ligne 2 du tramway, qui parcourt ses emprises depuis 1997. Elle constituait la ligne no 972 000 du réseau ferré national, dans la nomenclature de la SNCF, jusqu'à son retranchement officiel en 2005.

## Histoire

### Création
Afin de desservir l'Exposition universelle de 1867 qui se déroule sur le Champ-de-Mars à Paris, un embranchement provisoire reliant ce dernier à la ligne de Petite Ceinture est réalisé. À double voie et long de 3,054 km, il relie le lieu-dit le Point du Jour, où il se raccorde à la Ceinture rive gauche, au Champ-de-Mars, à hauteur du pont d'Iéna, au droit de l'avenue de Suffren. Ouvert le 1er février 1867, il transporte près d'un million et demi de voyageurs. Mais après la fin de l'Exposition, la desserte est suspendue dès le 18 novembre 1867, faute de trafic, puis le trafic de marchandises cesse à son tour le 22 décembre 1867, après le démontage des derniers pavillons.

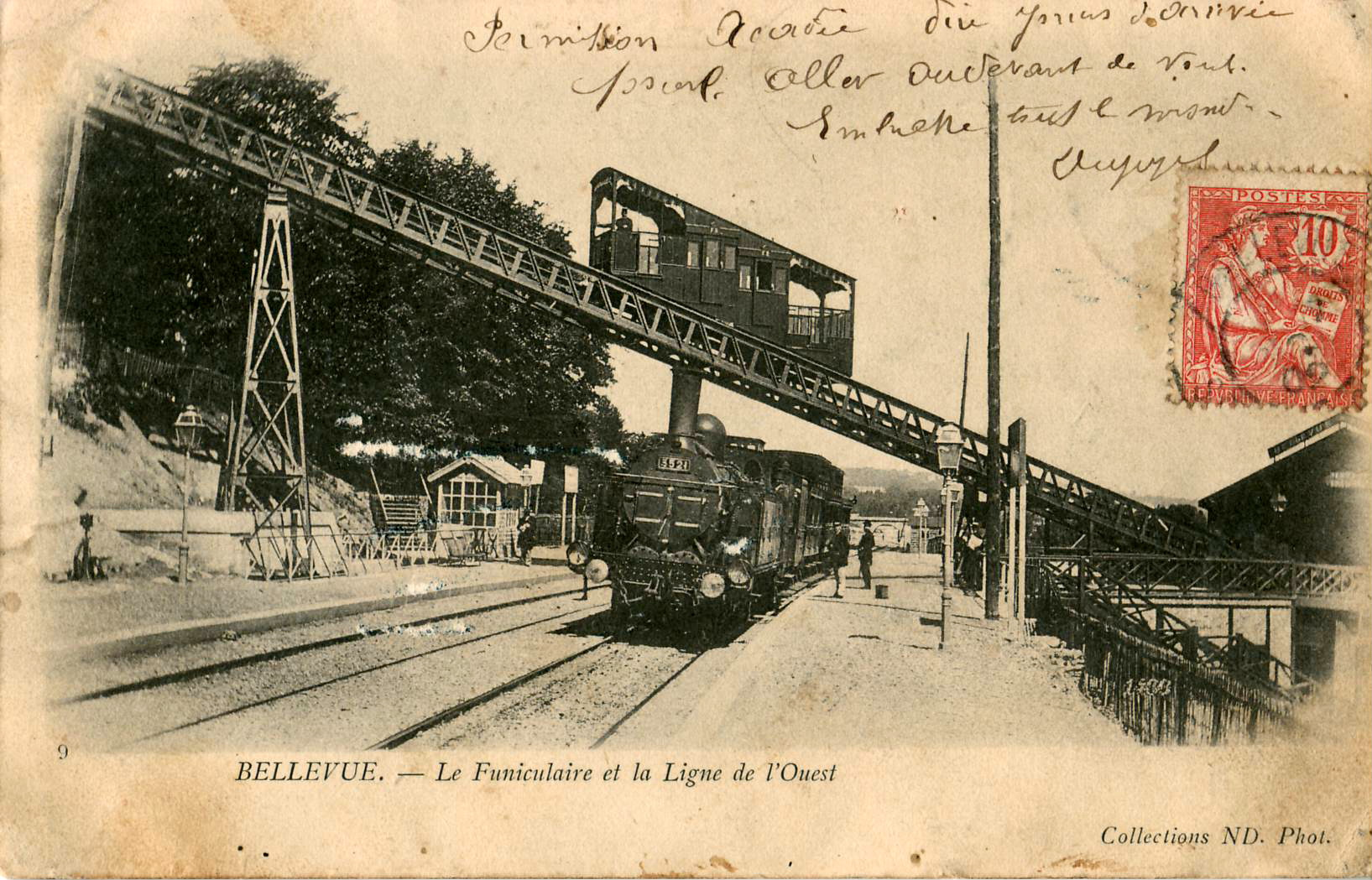
Le funiculaire de Bellevue et la gare de Bellevue-Funiculaire vers 1900. C'est aujourd'hui la station Brimborion de la ligne T2.

Toutefois, il est rapidement prévu dans le cadre de la nouvelle Exposition universelle de 1878, d'établir une ligne définitive sur le même tracé. À cette fin, une convention signée le 31 décembre 1875, entre le ministre des Travaux publics et la Compagnie des chemins de fer de l'Ouest, approuvée par une loi du même jour, concède à la compagnie une ligne reliant Courbevoie aux Moulineaux et à l'embarcadère du Champ-de-Mars, avec un raccordement à la Petite Ceinture. Mais les projets de tracé de cette ligne provoquent de telles polémiques que seul le tronçon de Grenelle au Champ-de-Mars fait l'objet d'une approbation.
En 1884, un accord est enfin trouvé entre l'État, les collectivités départementales et locales, ainsi que la Compagnie de l'Ouest sur le tracé de la ligne des Moulineaux : celle-ci se détache à Puteaux de la ligne de Paris-Saint-Lazare à Versailles-Rive-Droite. Le chantier débute en 1886 et s'achève juste à temps pour la nouvelle Exposition universelle de 1889. La « ligne des Moulineaux » ou « ligne des Coteaux » est ouverte le 1er mai 1889. Les trains de l'Ouest peuvent enfin circuler exclusivement sur leur réseau.

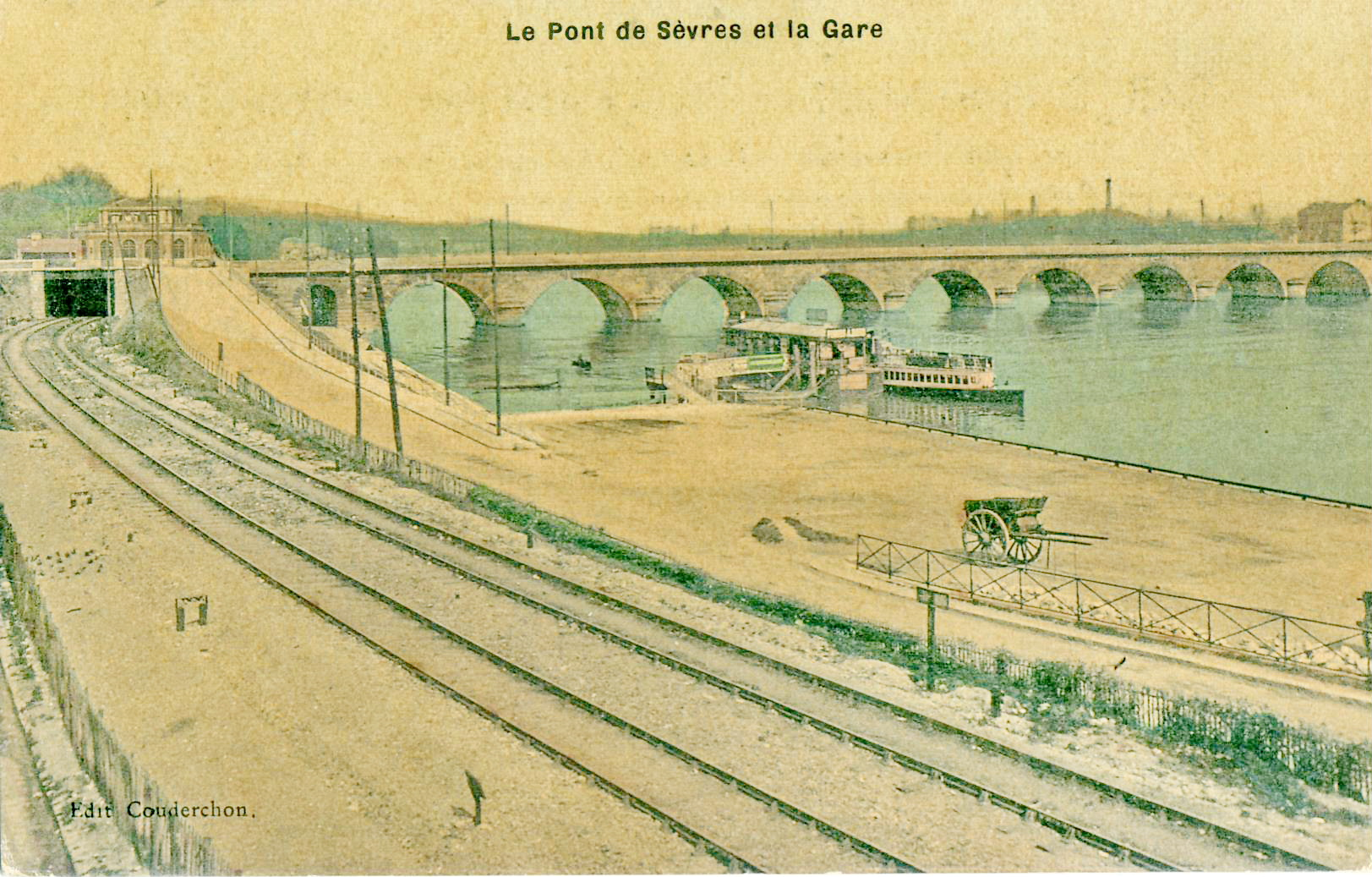
Carte postale d'avant 1914 de la ligne, près du Pont de Sèvres. La station est à l'extrême gauche du cliché, avec une navette fluviale sur la Seine.

La ligne (qui sera plus tard absorbée par le réseau de l’État), longue de 10,3 km et desservant sept stations intermédiaires, se sépare de celle de la ligne de Paris-Saint-Lazare à Versailles-Rive-Droite à Puteaux, et descend brutalement vers la vallée de la Seine, évitant les coteaux de Suresnes par un tunnel de trois cent trente mètres. Elle traverse les quartiers proches du fleuve, déjà urbanisés, de Suresnes et Saint-Cloud, puis longe la Seine (côté est) à partir du pont de Saint-Cloud et le bas du parc de Saint-Cloud (côté ouest), passe sous le pont de Sèvres et traverse ce qui devint plus tard le site majeur des usines Renault, entre les arrêts de Bellevue-Funiculaire (où la station donnait correspondance au funiculaire de Bellevue jusqu'en 1934) et du Bas-Meudon. Quittant les berges de Seine, la ligne dessert la commune d'Issy-les-Moulineaux, avec les gares des Moulineaux-Billancourt et d'Issy-Plaine, puis atteint son terminus au Champ de Mars.

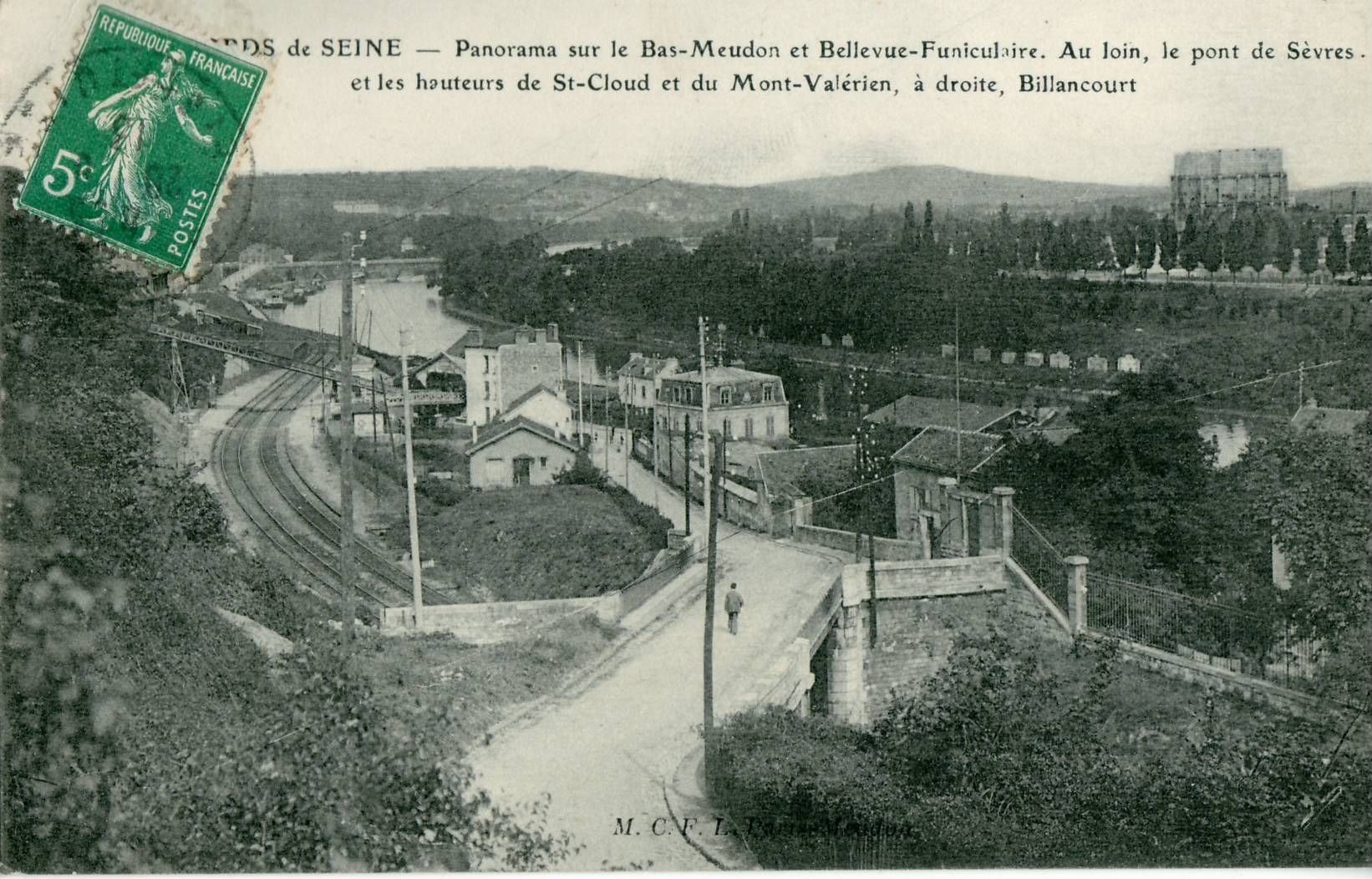
Vue de la station Bellevue-Funiculaire et du bas-Meudon dans les années 1910.

La desserte directe entre la gare Saint-Lazare et la gare du Champ-de-Mars est prolongée aux Invalides en 1900. En juillet 1901, est ouvert le premier tronçon de la ligne des Invalides (Invalides - Meudon - Val-Fleury), qui se sépare de la ligne des Moulineaux à Issy-Plaine. La ligne des Invalides est électrifiée par troisième rail dès le 31 mai 1902, mais la « ligne des Coteaux » reste exploitée en traction vapeur depuis la gare des Invalides jusqu'à la Première Guerre mondiale, avant de voir son terminus reporté à Issy-Plaine.

### Infrastructures et installations

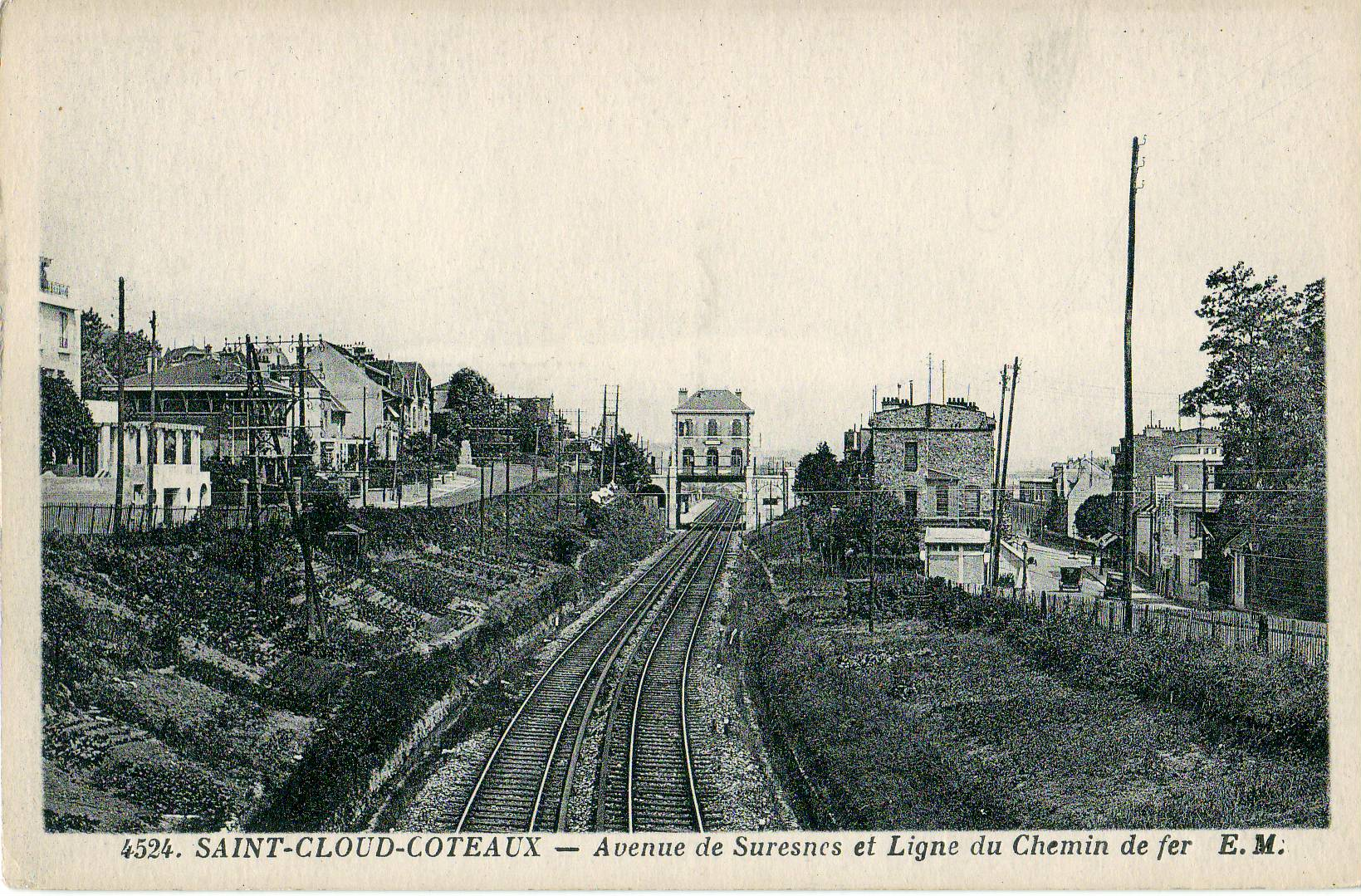
Au loin, la gare de Saint-Cloud - Coteaux durant l'Entre-deux-guerres, édifiée au-dessus des voies.

La ligne a longtemps conservé un armement ancien, puisqu'en 1972, plus de la moitié du linéaire des voies principales est constituée de rails à profil double champignon de 36 kg/m, ce qui est un cas unique pour une ligne de la proche banlieue parisienne. Autre vestige de la gestion du réseau de l’État, certaines sections du troisième rail sont à section plate, comme sur le métro.

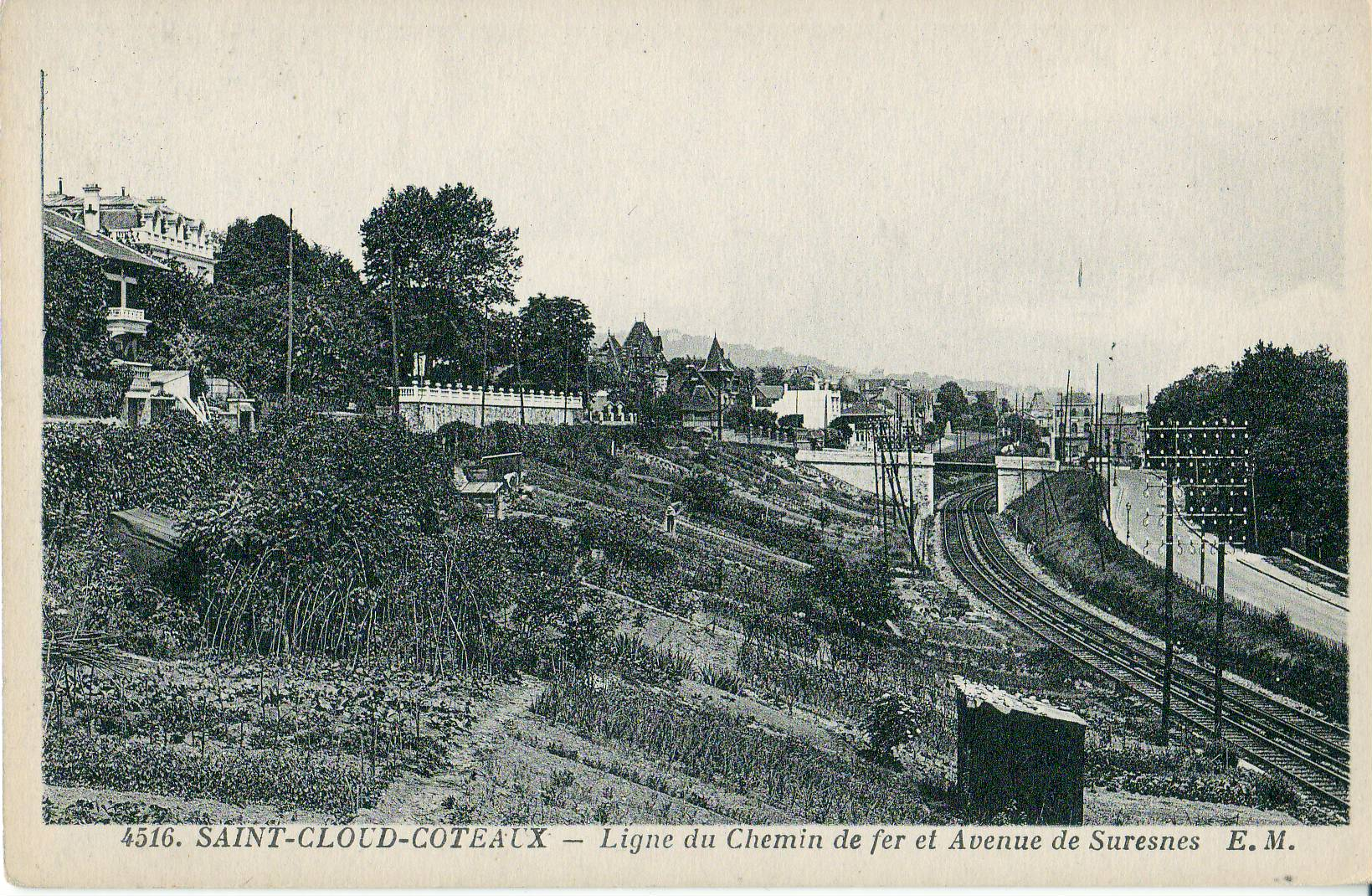
Large vue de la ligne à la gare de Saint-Cloud - Coteaux, durant les années 1930.

La signalisation mécanique à block manuel régional type Régnault, n'est remplacée qu'en 1970 par le block automatique lumineux (BAL). Un poste d'aiguillage mécanique type Saxby commande les entrées et sorties de la gare marchandise des Moulineaux-Marchandises. La vitesse sur la ligne est limitée à 70 km/h.
Les sept gares intermédiaires sont construites en ouvrages-ponts au-dessus des voies et richement décorées. La construction du viaduc de l'autoroute de Normandie a amené la démolition du bâtiment de la gare du Pont de Saint-Cloud et la réalisation d'un bâtiment moderne en bordure de voie côté Seine, avec traversée des voies par passage souterrain. Les gares d'Issy-Plaine et de Bellevue-Funiculaire ont également été remplacées par des bâtiments modernes à la fin des années 1960. Les gares sont dotées de quais hauts de 85 à 90 mètres de longueur utile.
La ligne est électrifiée le 22 juillet 1928 par troisième rail latéral en 650 volts à courant continu (CC) par le réseau de l'État comme une grande partie du réseau de la banlieue Saint-Lazare, porté à 750 volts CC après 1933, lors de la modernisation des sous-stations de Suresnes et de Billancourt.

Bâtiments voyageurs
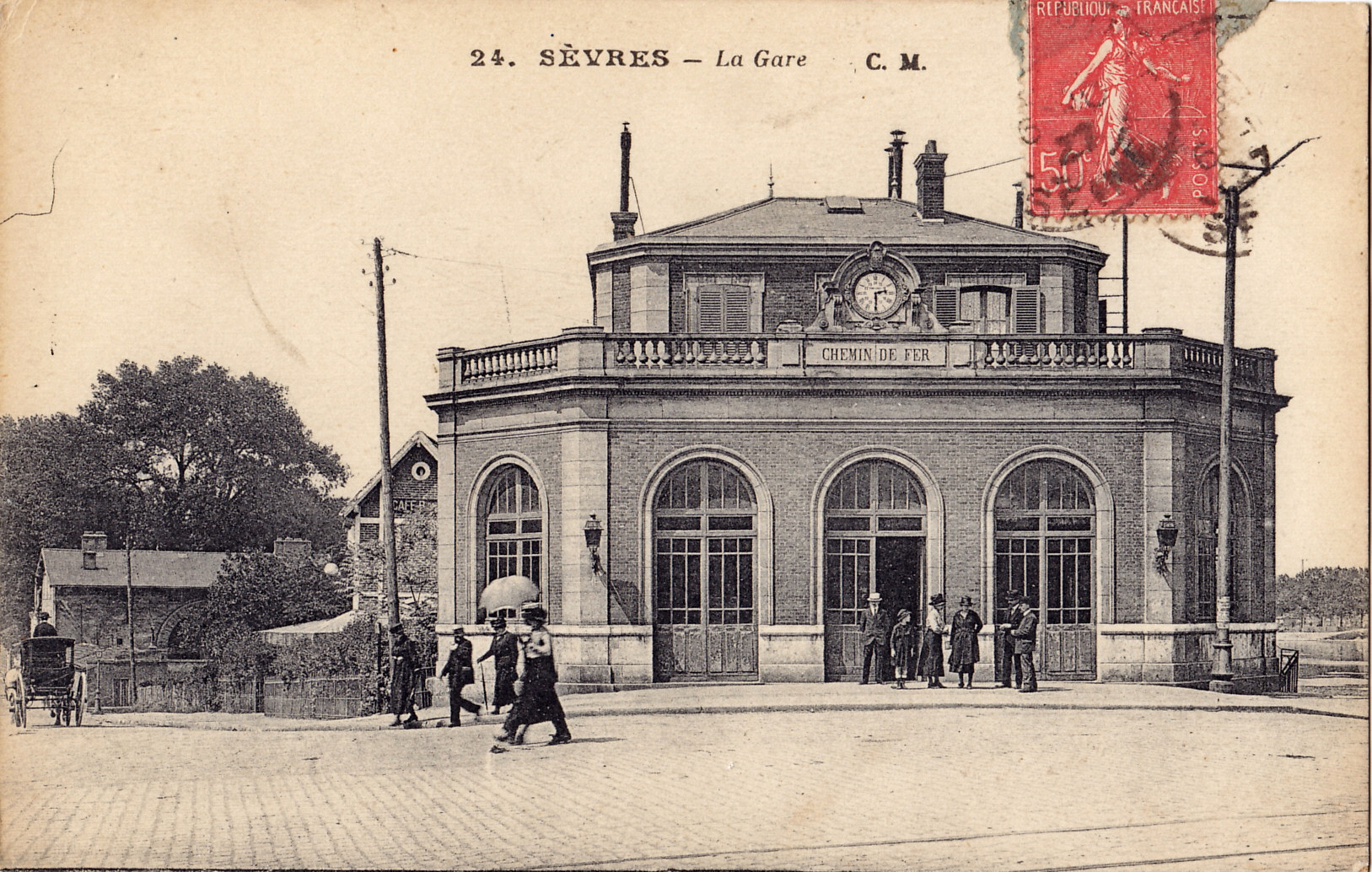
La gare de Pont de Sèvres à Sèvres dans les années 1930.
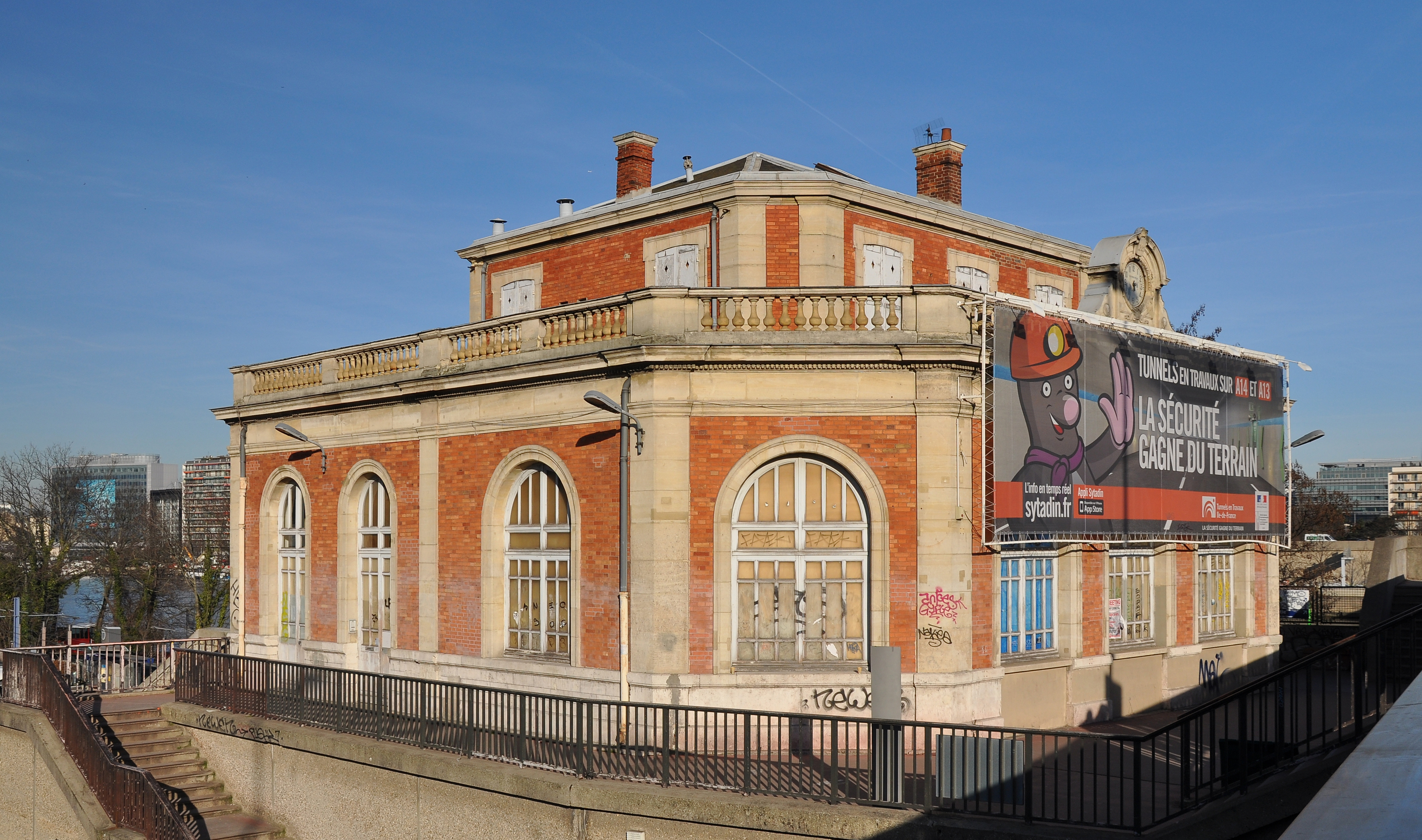
... et en 2012.
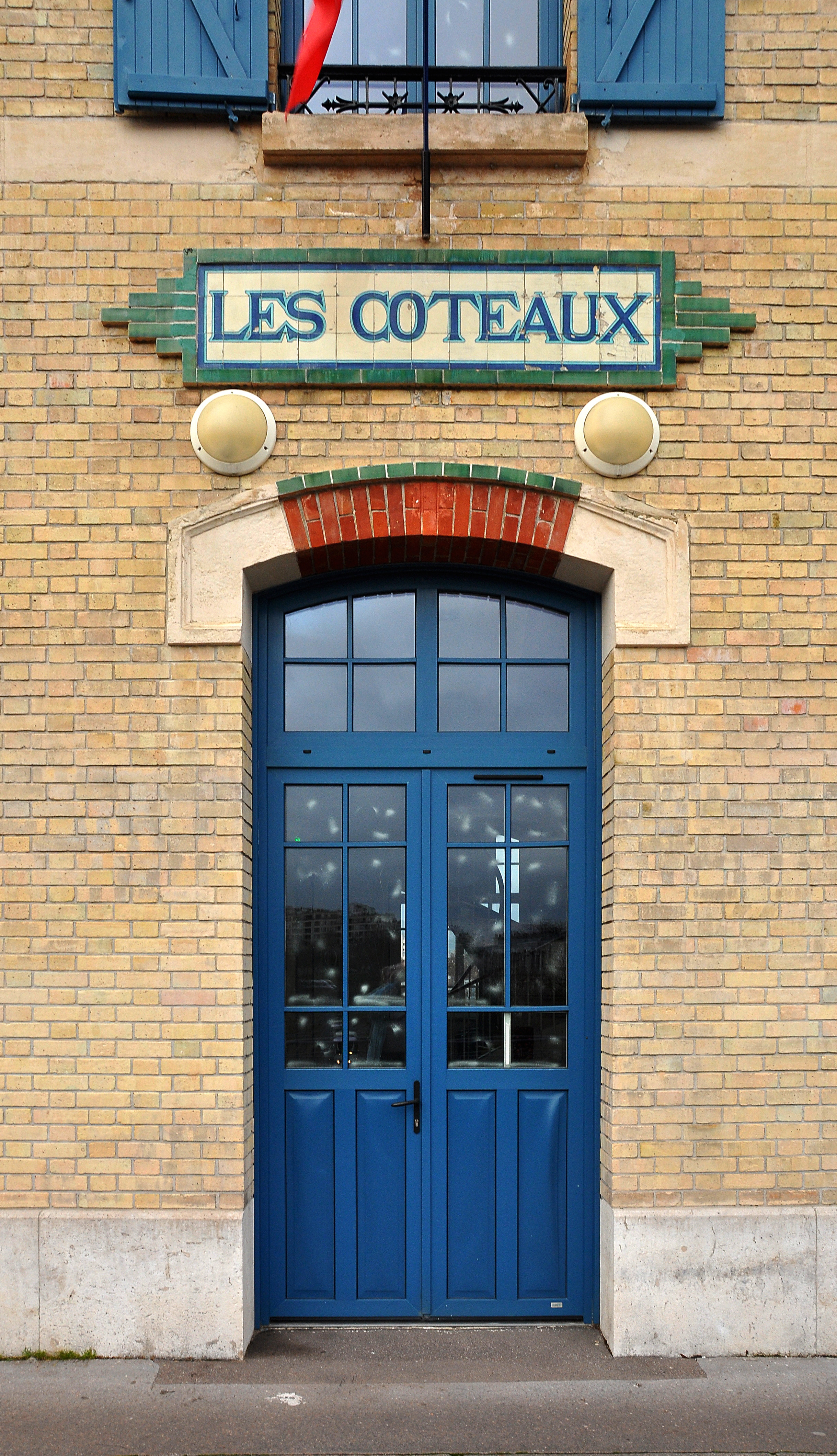
Les Coteaux à Saint-Cloud.
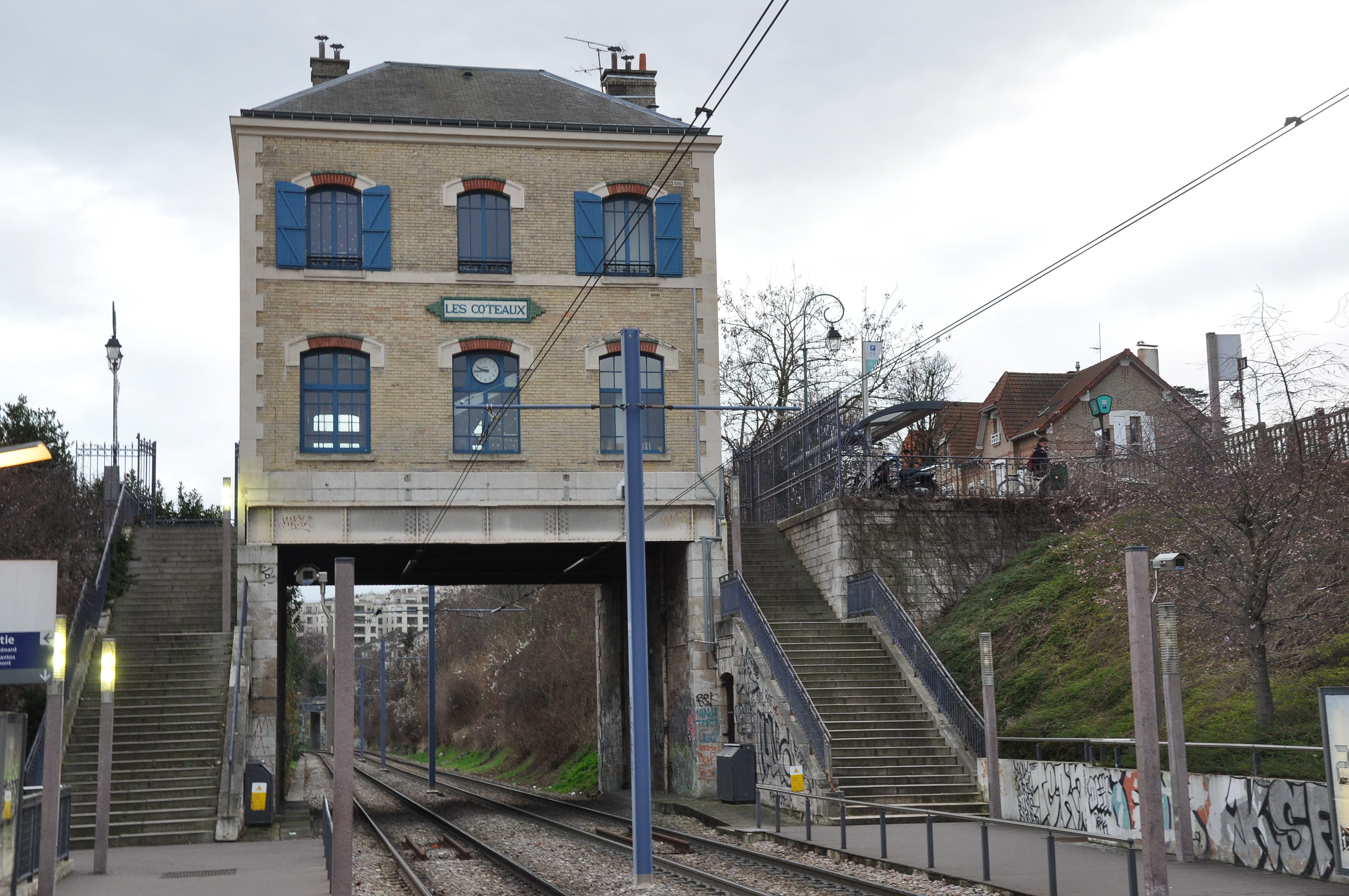
Gare des Coteaux à Saint-Cloud.
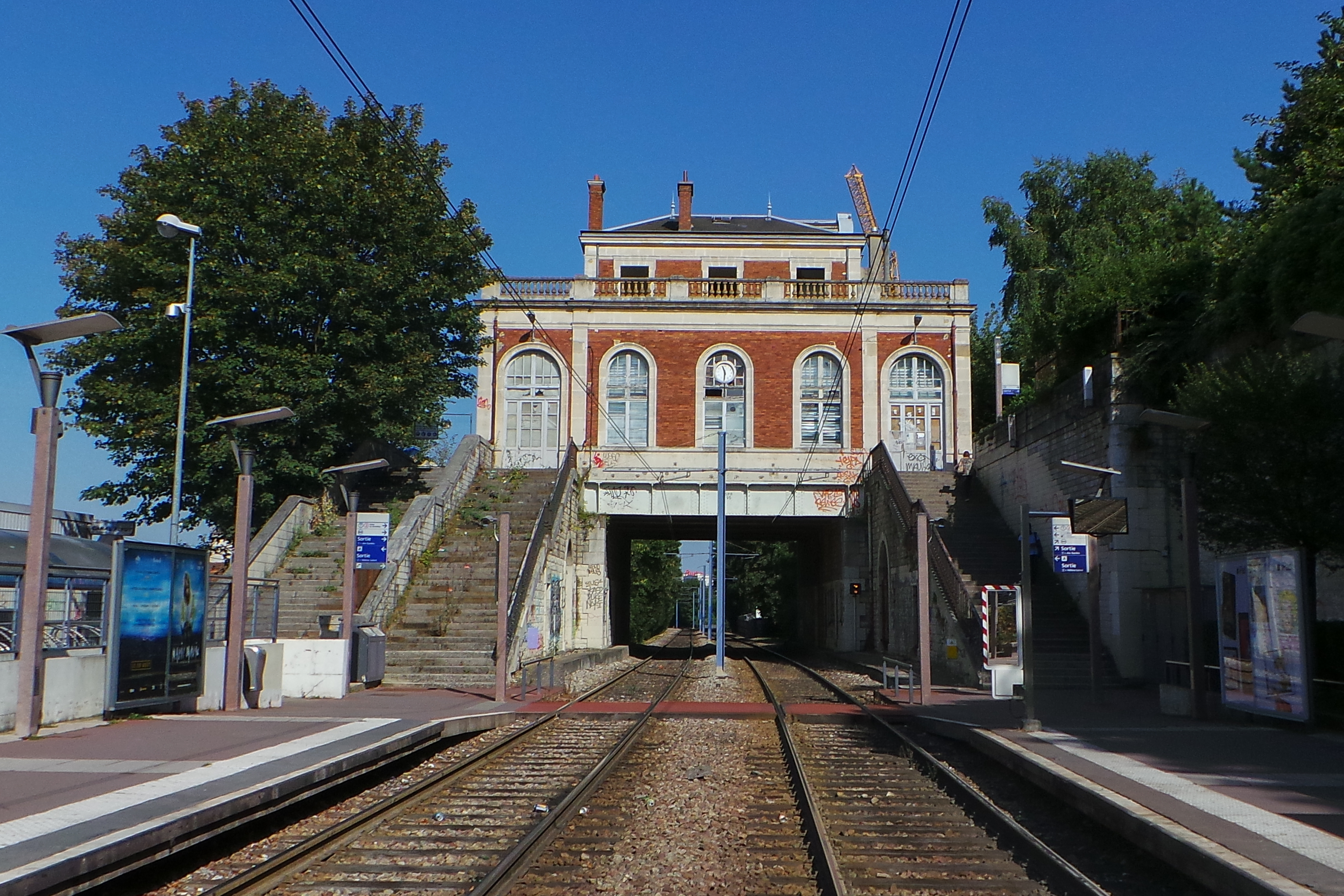
Gare de Bas-Meudon à Meudon.

### Desserte
À la suite de l'électrification de la ligne, de courtes rames de voitures Talbot attelées à des BB 1800 remplacent la traction vapeur. En 1936, le service est limité à Issy-Plaine et connaît un trafic assez restreint, mais la ligne ne subit pas la fermeture au service voyageurs comme la ligne de Petite Ceinture, en 1934.

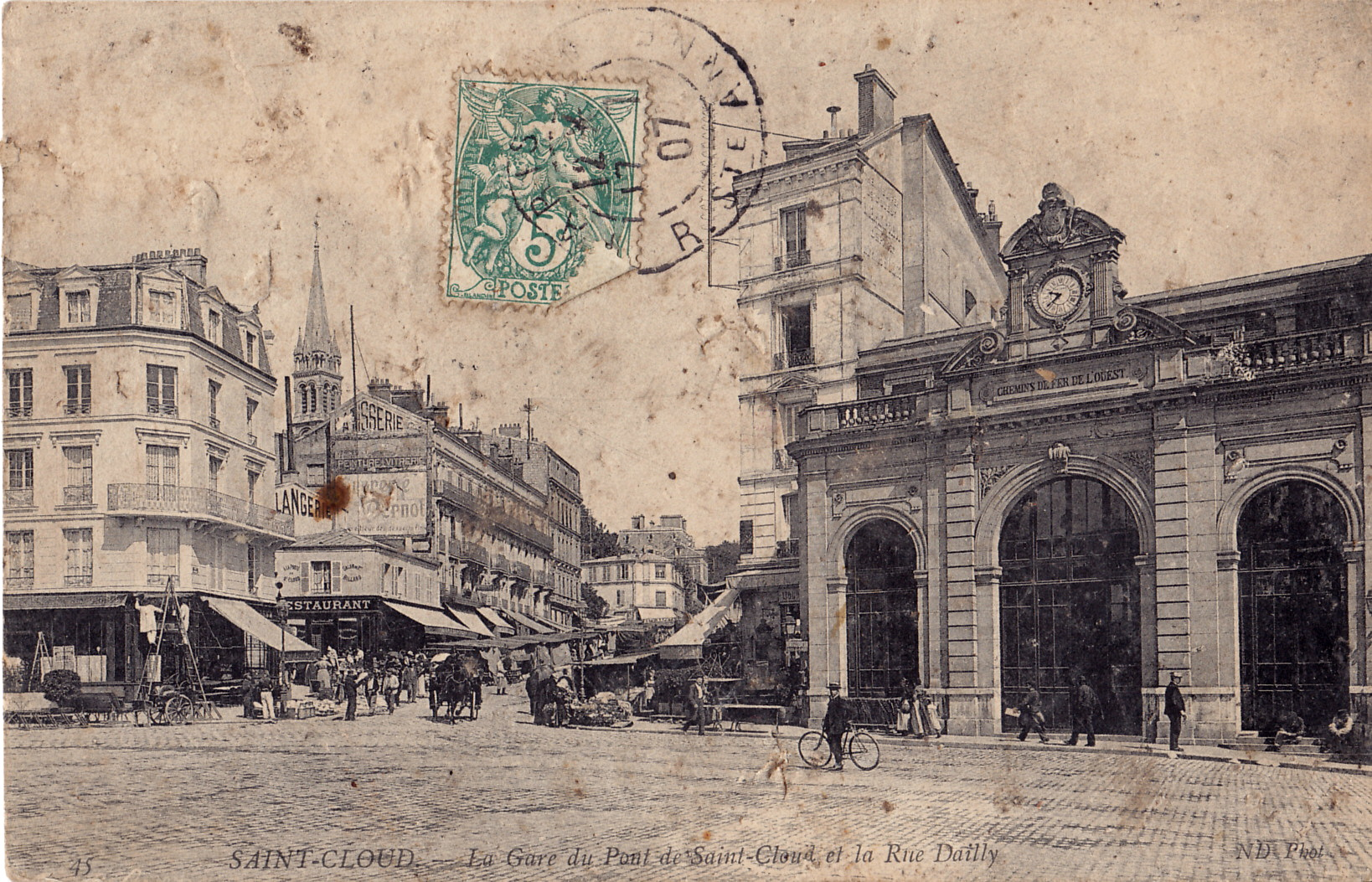
Façade de la gare du pont de Saint-Cloud.

Au service d'été 1939, la ligne est desservie par vingt-six allers et retours en semaine avec une cadence à la demi-heure, matin, midi et soir, et à l'heure en pleine journée ou les dimanches et fêtes. Tous les mouvements sont assurés par automotrices dites de deuxième série (Z 1200). Le service est réduit, comme partout, pendant la guerre, avec environ huit dessertes quotidiennes, limitées aux heures de pointe du matin et du soir. Après la guerre, la concurrence portée par les autobus et la motorisation individuelle réduit fortement l'attractivité de la ligne et conduit à une baisse du trafic ferroviaire, amenant la SNCF à ne maintenir qu'une desserte minimale comprenant trois trains par sens, aux heures de prise et fin de service des nombreuses usines et activités installées sur son trajet. En 1951, alors qu'il existe quatre mouvements par sens le matin entre 6 h 30 et 8 h et cinq le soir entre 17 h 15 et 19 h du lundi au samedi, on songe très sérieusement à supprimer le service voyageurs devenu insignifiant. Lors de la réforme des automotrices Z 1200 en 1965, le service est assuré par des automotrices doubles type Z 1400 dépendant du dépôt du Champ de Mars.
Durant les années 1970, les lignes du réseau de banlieue de Paris-Saint-Lazare sont modernisées, avec ré-électrification par caténaire en 25 kV et introduction d'automotrices performantes de type Z 6400, dont les livraisons provoquent la radiation progressive des anciennes rames Standard.

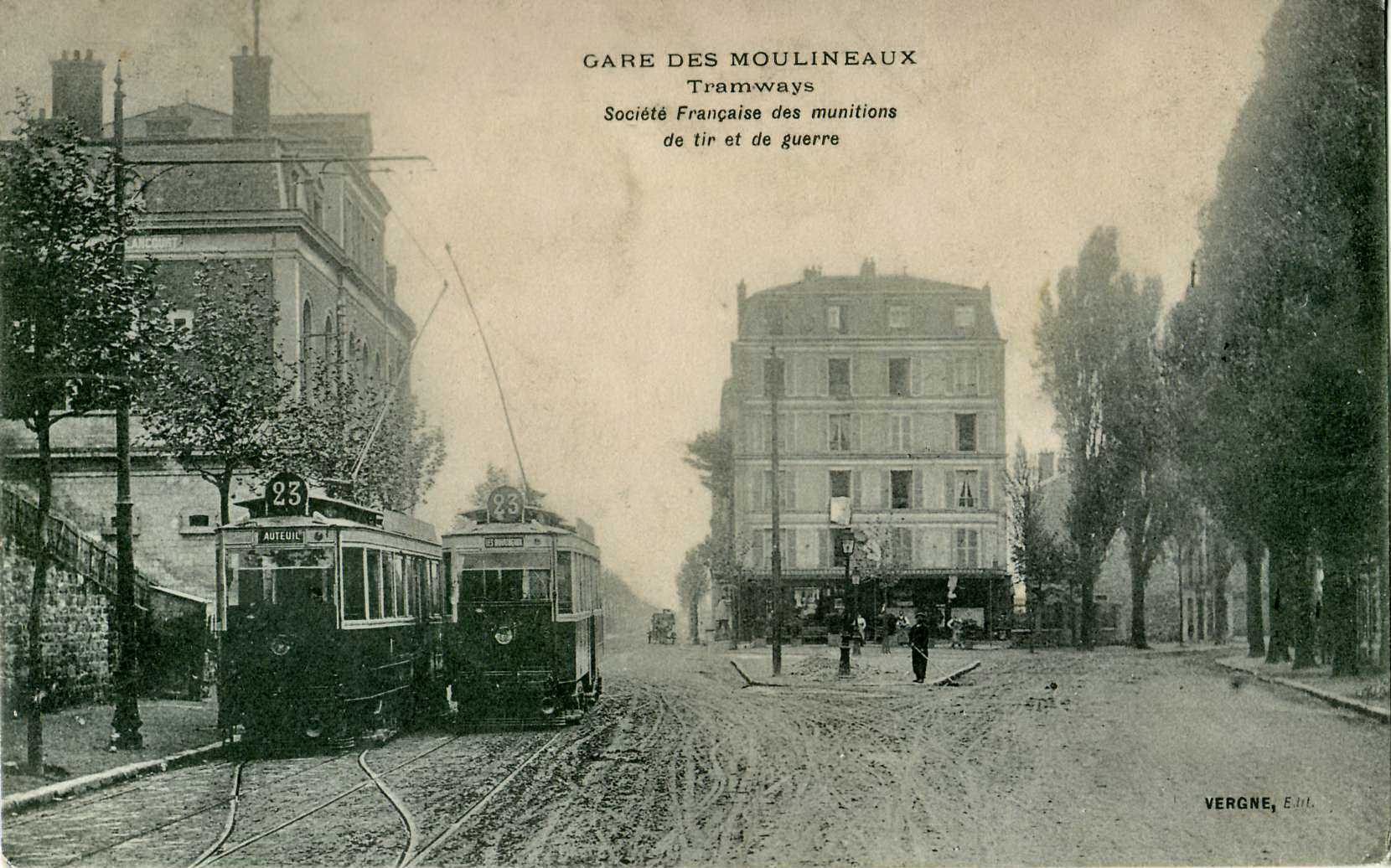
La gare des Moulineaux-Billancourt était en correspondance avec la ligne de tramway no 23 de la STCRP.

Mais la ligne des Moulineaux (ainsi que la ligne d'Auteuil à Paris) reste à l'écart de ces modernisations, bien que, dès 1971, la préfecture des Hauts-de-Seine, diverses associations d'usagers et des chefs d'entreprises importantes aient demandé à la SNCF la possibilité d'étoffer la desserte tout au moins au moment des périodes d'affluence.
Ces demandes seront satisfaites le 3 septembre 1973 avec le doublement du nombre de circulations le matin et le soir des jours de semaine, réduisant ainsi les intervalles à quinze/vingt minutes. Cet accroissement de la desserte de la ligne est consécutif au transfert de la ligne de Saint-Germain en Laye à la ligne A du RER, opération ayant libéré bon nombre d'éléments automoteurs Standard à troisième rail 750 V.
Avant cette amélioration, le trafic de la ligne était particulièrement faible. Les chiffres de 1972 sont les suivants :
| Interstation                             | Trafic moyen journalier (cumul des deux sens) |
| ---------------------------------------- | --------------------------------------------- |
| Puteaux - Suresnes-Longchamp             | 1470                                          |
| Suresnes-Longchamp - Les Coteaux         | 1410                                          |
| Les Coteaux - Pont de Saint-Cloud        | 1470                                          |
| Pont de Saint-Cloud - Pont de Sèvres     | 1490                                          |
| Pont de Sèvres - Bellevue funiculaire    | 1260                                          |
| Bellevue funiculaire - Bas-Meudon        | 1180                                          |
| Bas-Meudon - Les Moulineaux-Billancourt  | 1060                                          |
| Les Moulineaux-Billancourt - Issy-Plaine | 590                                           |

Les améliorations constatées (+ 30 à 35 % de trafic lors de l'amélioration de la fréquence de 1973) ne sont pas pérennes, et, en 1983, le trafic quotidien des neuf gares du parcours n'atteint pas 5 000 voyageurs, malgré la situation de la ligne en zone urbaine dense en plein développement économique et démographique. La gare de Saint-Cloud, à proximité immédiate mais située sur la ligne modernisée Paris - Saint-Nom-la-Bretèche/Versailles Rive-Droite atteint à elle seule la même année 10 350 voyageurs.
En 1985, la ligne des Moulineaux demeure la seule ligne ferroviaire de France à voie normale électrifiée par troisième rail en 750 volts[Information douteuse], après la fermeture, le 6 janvier 1985, de la ligne d'Auteuil, fermeture décidée en vue de sa modernisation dans le cadre de son intégration partielle à la ligne « Vallée de Montmorency - Invalides » (VMI), branche nord-ouest du RER C.
La ligne des Moulineaux souffre d'un manque d'investissement qui en fait une des lignes les plus vétustes de la banlieue de Paris, aux performances des plus médiocres, bien que située à proximité du quartier futuriste de La Défense. Les antiques automotrices Standard datant des années 1930 y circulent au mieux à 70 km/h et arrivent en fin de vie, et il faut trouver une solution rapide pour assurer la continuité du service.
Elles sont alors remplacées à partir de 1985 par les Z 5176-5182, petite sous-série des automotrices Z 5100, modifiées en urgence pour une circulation sur une voie équipée par un troisième rail latéral 750 V alors que ce matériel était conçu à l'origine pour fonctionner sous caténaire 1 500 V. Ce matériel en composition à deux caisses, ou à quatre caisses aux heures de pointe, donne peu satisfaction vu ses très mauvaises performances. Sa puissance originelle est en effet divisée par deux car fonctionnant à demi-tension ; le nombre de trains est insuffisant pour assurer une bonne desserte en milieu très urbain, avec seulement un train à la demi-heure en pleine journée et un train au quart d'heure aux heures de pointe. Les avaries sont nombreuses et la fréquentation de la ligne décroît rapidement.
Le trafic de marchandises est alors des plus réduits ; seul un trafic de pièces automobiles à destination des usines Renault, raccordées à Sèvres, est assuré depuis le triage de La Folie en traction thermique, alors qu'elle était encore importante en 1973, puisque les trois gares marchandises de la ligne avaient alors le trafic suivant :
- la gare de Suresnes-Puteaux recevait dans l'année 49 900 t et expédiait 42 347 t de marchandises ;
- la gare de Sèvres Saint-Cloud, respectivement 74 783 t et 69 396 t ;
- et celle des Moulineaux-Billancourt, 103 907 t et 124 188 t[5] ;

soit onze à douze trains de marchandise par jour, dont le trafic était largement dominé par l'activité des usines Renault. Le site de l'Île Seguin cesse d'être utilisé par Renault le 31 mars 1992, supprimant de fait l'intérêt du trafic fret sur la ligne.
L'exploitation ferroviaire de la ligne par la SNCF cesse le 21 mai 1993, afin de commencer les travaux de la ligne T2.

Galerie de photographies
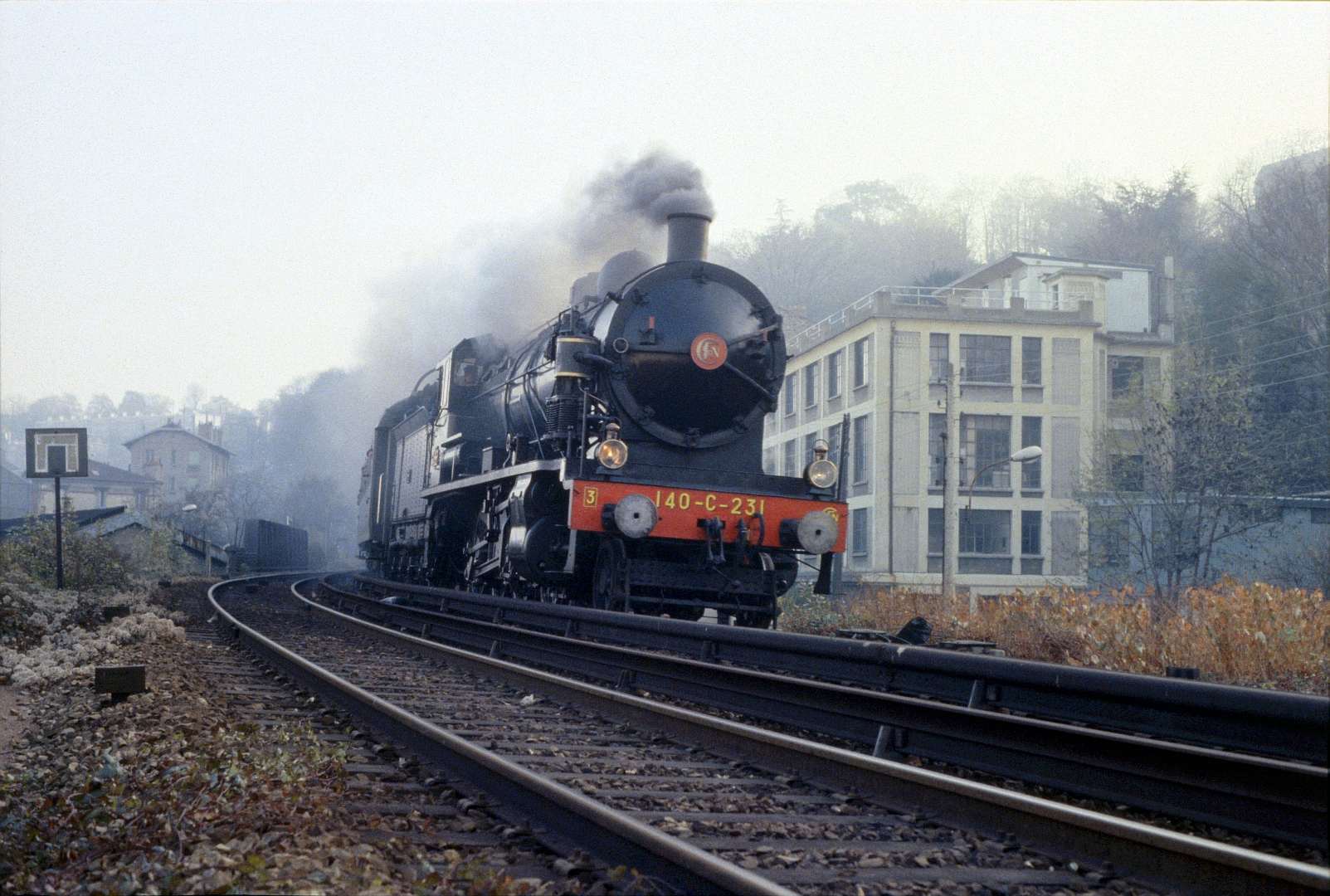
Un train à vapeur entre les gares de Bellevue et de Pont de Sèvres le 19/11/1983.
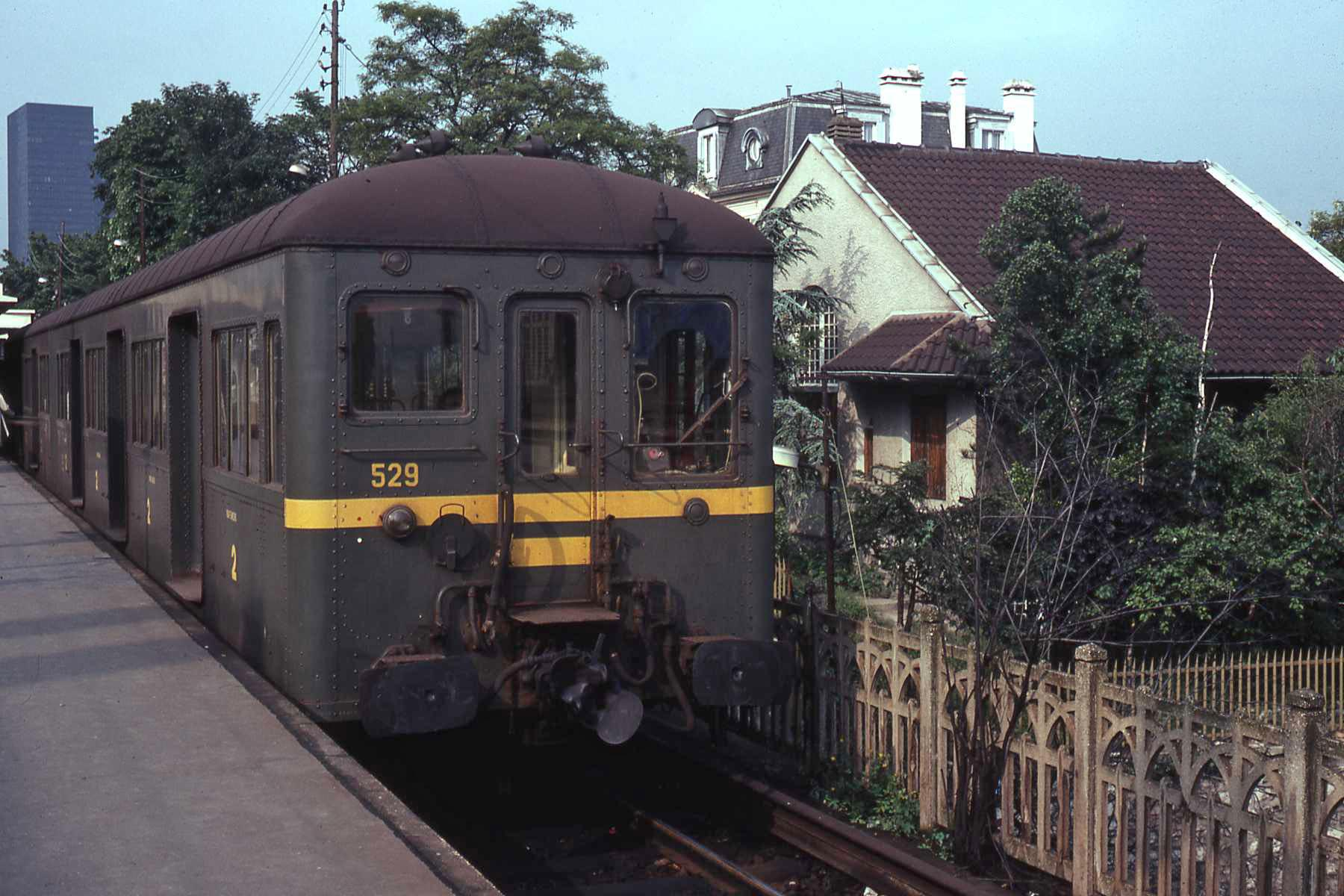
Un élément Standard sur la ligne des Moulineaux, la dernière d'Île-de-France encore alimenté en 750 volts par troisième rail.
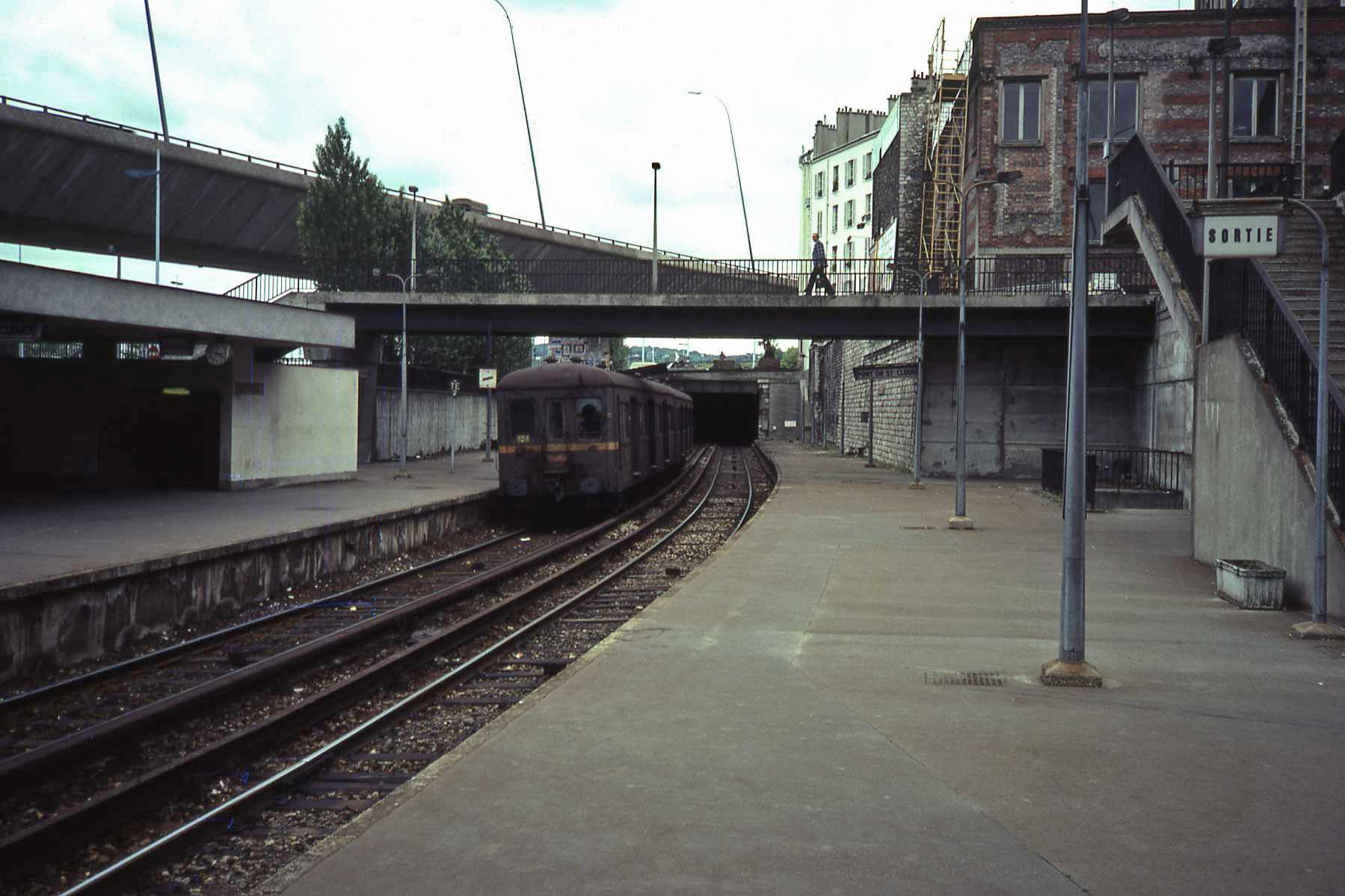
Un train Standard à l'arrêt de Pont de Saint-Cloud en 1982.
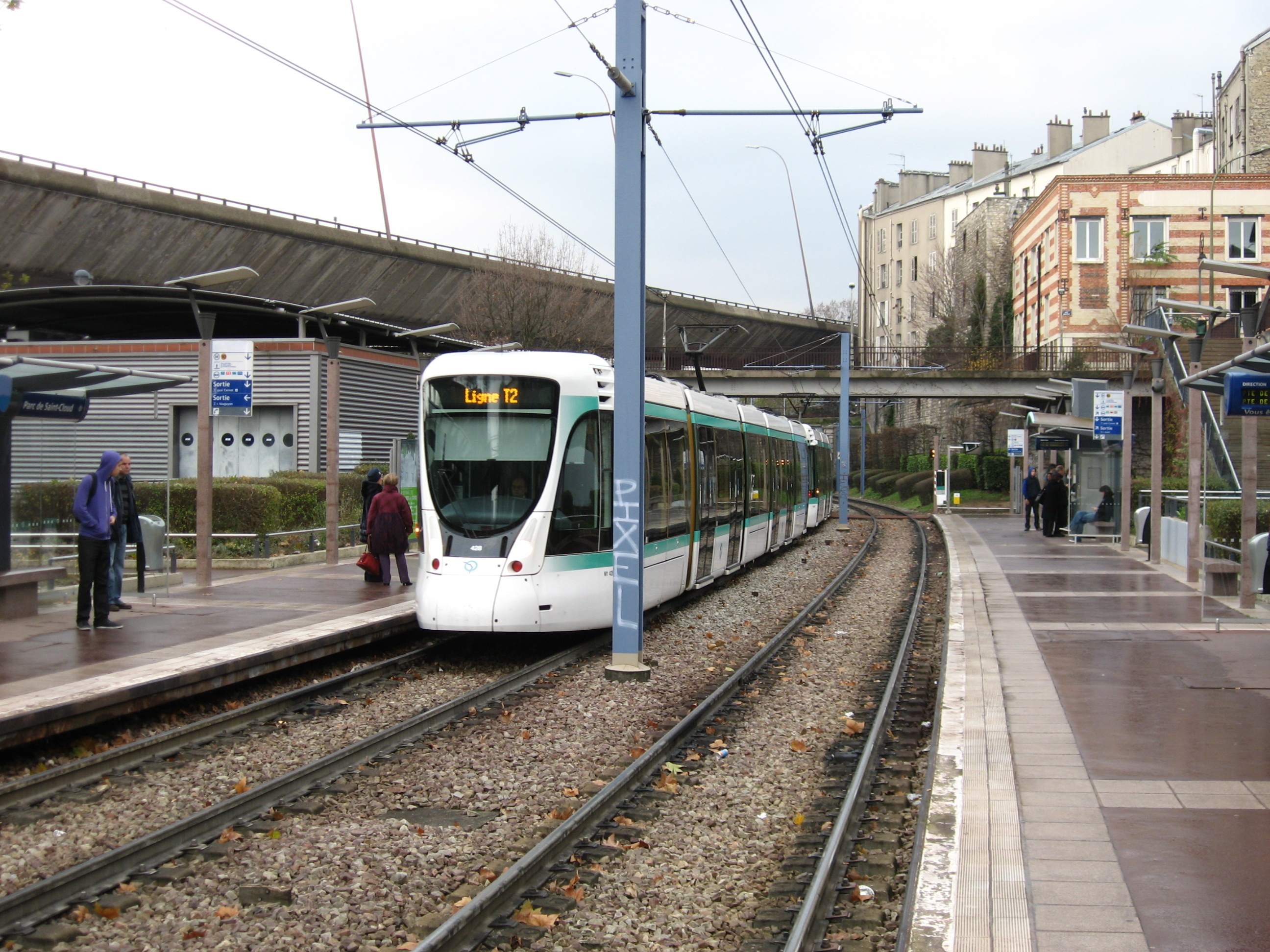
27 ans plus tard au même endroit avec le tram à l'arrêt de Parc de Saint-Cloud.

### Une succession de projets
De nombreux projets, généralement liés au sort de la ligne de Petite Ceinture à Paris, se sont succédé durant plus de vingt ans, sans résultat. En 1971, le syndicat des transports parisiens étudie dans le cadre du VIe plan, le prolongement de la ligne Issy - Puteaux à La Défense, son raccordement au sud à la Petite Ceinture, et la réouverture de cette dernière entre la gare du boulevard Masséna et la gare de Grenelle-Ceinture, au sud de Paris. En 1979, le tramway commence à être évoqué dans une étude conjointe de la RATP, de la SNCF et de la direction régionale de l'équipement. En 1984, c'est le mini-métro automatique Aramis qui est étudié, puis en 1988, une transformation en métro automatique de type VAL entre La Défense et la gare de Lyon via la Petite Ceinture sud.

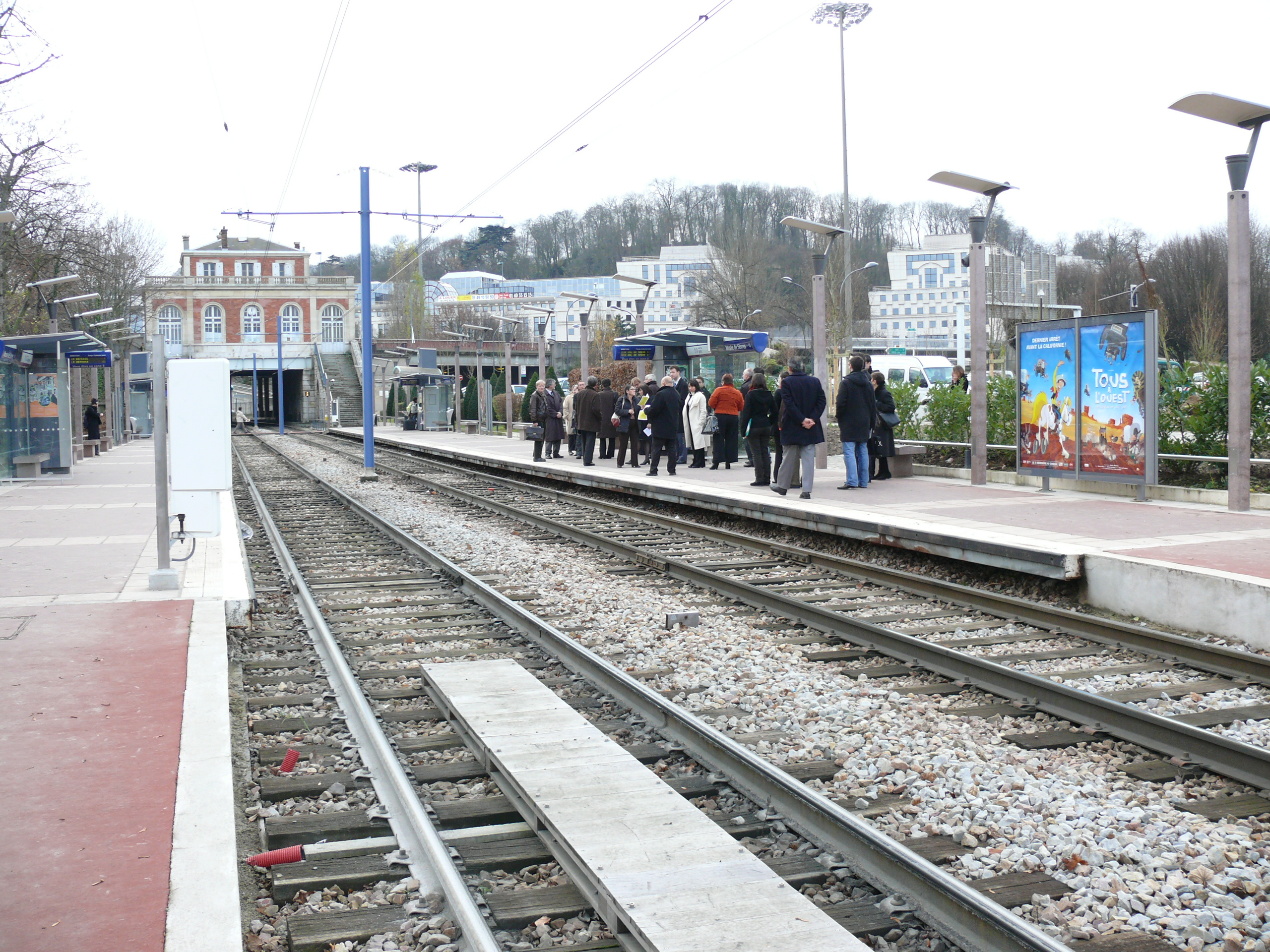
La station Musée de Sèvres a conservé le bâtiment, désaffecté, de l'ancienne gare de la ligne des Moulineaux.

La même année, la ré-électrification avec caténaire 25 000 V 50 Hz comme sur le reste du réseau Transilien Paris Saint-Lazare a été étudiée par la SNCF afin d’intégrer une branche « La Défense » à la ligne C du RER. Mais son coût est jugé trop élevé et le projet est lui aussi abandonné. Cependant, le matériel étant à remplacer d'urgence, la SNCF étudie un matériel ad hoc dérivé des rames de type MI 79 et MI 84, pouvant circuler indifféremment sous 25 kV (caténaire) et sous 750 V (troisième rail), les rames de type MI 88 ou TVS 94, mais ce matériel n'a jamais vu le jour.
Le projet TVS, pour tramway Val-de-Seine, est finalement retenu par le syndicat des transports parisiens. La SNCF, considère, à tort, que cette ligne ne verrait qu'un trafic voyageurs limité, et estime qu'une desserte par train n'est plus adaptée. Le syndicat précité, conformément à ses statuts, décide donc en 1991 de la transformer en ligne de tramway en vue d'en retirer l'exploitation à la SNCF pour la confier à la RATP qui a l'expérience de la ligne T1. Dans le régime domanial qui est alors celui en vigueur, la SNCF (contrairement à RFF puis SNCF Réseau à compter de 1997) n'est que l'affectataire de la plateforme dont le propriétaire est l'État. Après l'arrêt de la desserte ferroviaire lourde le 21 mai 1993, et la modification des installations pour les aménager aux caractéristiques voulues par la RATP, la mise en service par cette dernière consacre le retrait de la ligne Puteaux-Issy du périmètre des lignes confiées à la SNCF.

### Naissance du T2

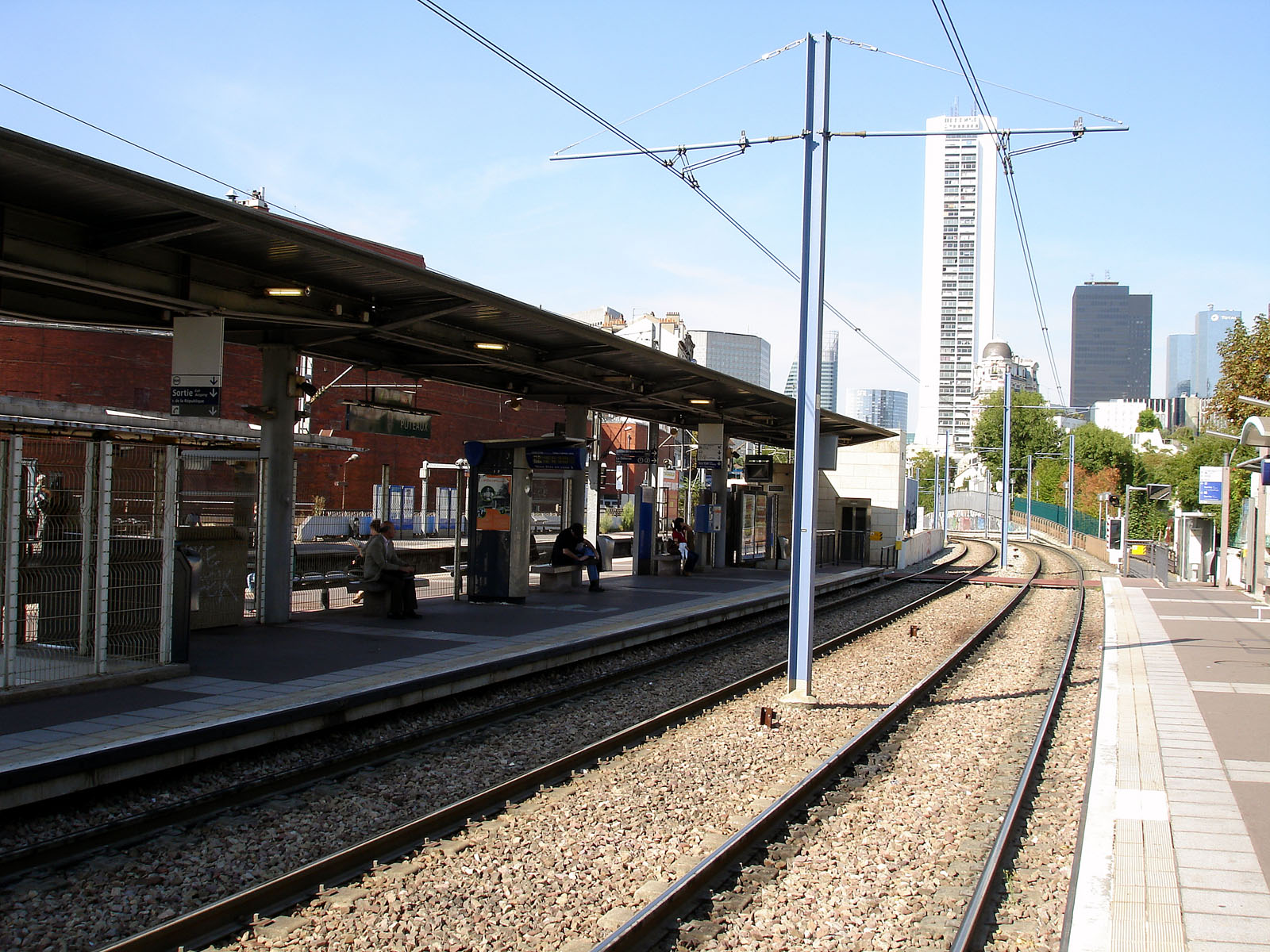
La gare de Puteaux avec à l'extrême gauche, les deux voies depuis ou vers
Saint-Nom-la-Bretèche et Versailles-Rive-Droite et au fond, les tours de La Défense.

La modernisation de la ligne avec son prolongement au nord à La Défense est inscrite au contrat de plan État-Région. Le schéma de principe est pris en considération par le conseil d'administration de la SNCF le 20 juin 1991, celui de la RATP le 28 juin 1991 et le Syndicat des transports parisiens le 23 octobre 1991. L'enquête préalable à la déclaration d'utilité publique se déroule en décembre 1991 et janvier 1992. L'utilité publique est déclarée par décret le 31 mai 1994. La mise en service est prévue en 1996.
Les travaux sont engagés en septembre 1993, mais en 1994, le maire RPR de Puteaux Charles Ceccaldi-Raynaud entame un recours contre la déclaration d'utilité publique, exigeant des aménagements pour sa commune en raison des nuisances qu'apporteraient, selon lui, la nouvelle ligne de tramway. En 1995, les travaux de rénovation sont en cours de réalisation entre Puteaux et Issy, mais restent bloqués au nord par l'intransigeance du maire, en pleine campagne électorale des municipales de mars. Après plusieurs mois de procédure, une juridiction administrative rejette le recours et déboute le maire, considérant ses demandes comme infondées en raison du caractère peu bruyant du tramway. Cette opposition provoque néanmoins un retard de dix-huit mois, préjudiciable aux exploitants comme aux usagers.
Les travaux de la ligne, réalisés sous maîtrise d'ouvrage de la SNCF, consistent en un renouvellement des trois-quarts de la voie avec de longs rails soudés, la dépose du troisième rail latéral et de la signalisation ferroviaire, la reconstruction en béton du viaduc métallique d'Issy, la suppression d'un passage à niveau et le réaménagement de deux autres, ainsi que la création de trois nouvelles stations (Jacques-Henri Lartigue, Les Milons et Belvédère). Le mode tramway entraîne deux modifications : du fil trolley double est déployé, alimenté par sept postes de redressement, les supports étant posés dans l'entraxe des voies, et les quais bas sont adaptés. À Puteaux, les voies sont surélevées et le raccordement entre la ligne des Moulineaux et celle de Versailles-Rive-Droite est déposé ce qui impose les échanges de matériel par la route. Les bâtiments voyageurs sont fermés mais conservés, sans affectation, à l'exception de celui de Bellevue, détruit, et des deux situés aux extrémités de la ligne qui conservent leur fonction, étant desservis par le RER C d'un côté, et par les lignes du réseau Transilien Paris Saint-Lazare (futures lignes L et U du Transilien) de l'autre. Un atelier de maintenance avec voies de remisage est construit à Issy-les-Moulineaux et un poste de régulation est créé. Le gabarit ferroviaire UIC reste assuré au niveau des ouvrages d'art, ce qui permettrait, le cas échéant, de revenir à terme à une exploitation avec du matériel ferroviaire à grand gabarit.

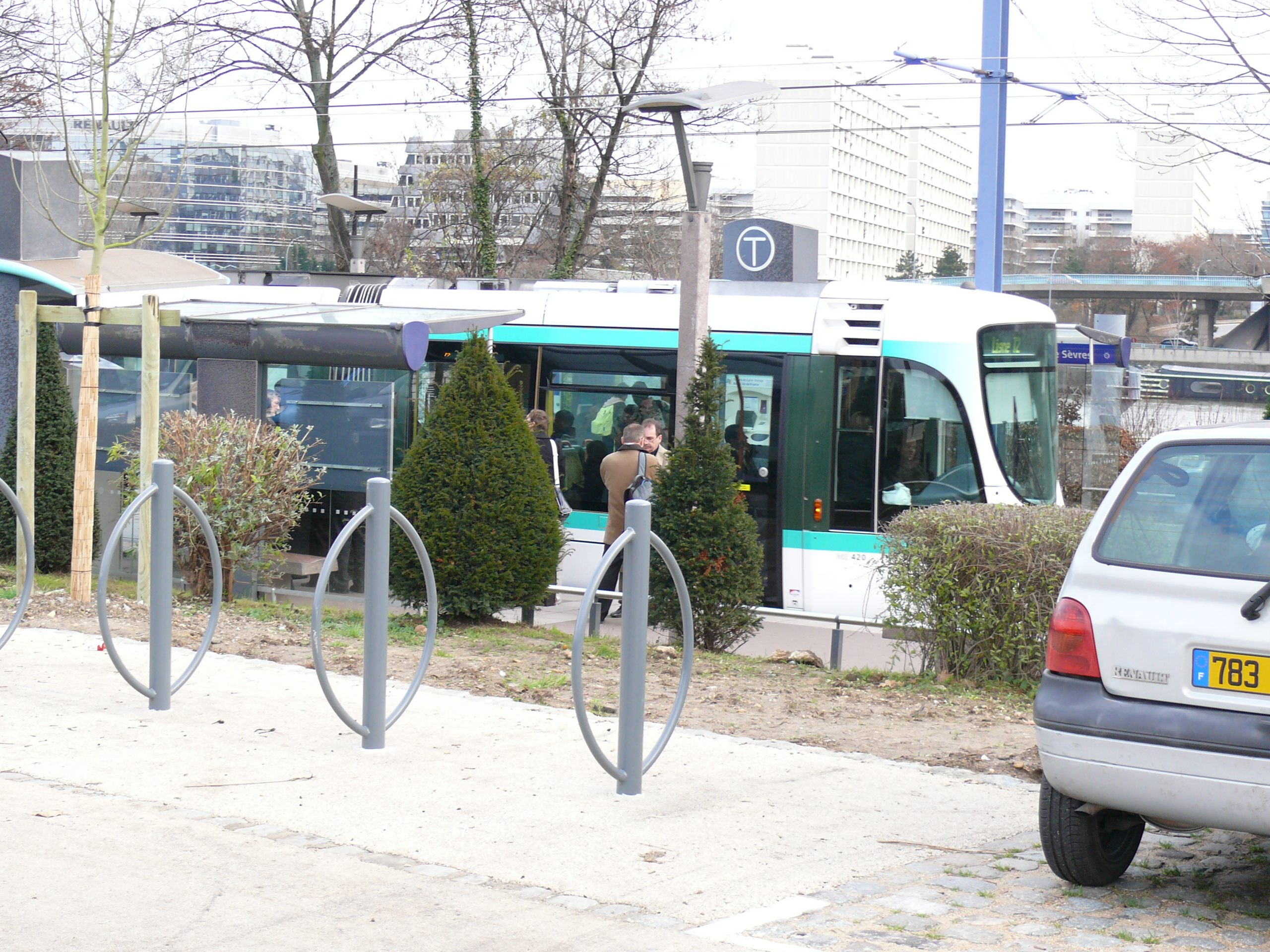
Les aménagements facilitent l'intermodalité. À Musée de Sèvres, des arceaux permettent de garer des vélos à proximité immédiate de la station.

Au nord, les travaux, commencés en retard à la suite de la procédure judiciaire, consistent pour l'essentiel en un ripage des voies ferrées de Versailles/Saint-Nom-la-Bretèche afin de dégager une plate-forme pour le tramway sur les emprises ferroviaires, et en un réaménagement de la gare de la Défense pour y implanter le terminus de la ligne, tout en ménageant son futur prolongement au nord-ouest, déjà planifié.
La RATP assure les travaux de superstructure : stations et équipements aux usagers.
L'exploitation ne reprend, après transformation de la ligne en tramway, que le 2 juillet 1997, en tant que ligne T2 de la RATP.
Lors de la transformation de la ligne en tramway, de nombreuses stations n'ont pas repris le nom de l'ancienne gare où elles sont implantées : Issy-Plaine est renommée Issy-Val de Seine, Les Moulineaux-Billancourt est raccourcie en Les Moulineaux, Bas-Meudon est renommée Meudon-sur-Seine, Bellevue funiculaire est devenue Brimborion, Pont de Sèvres est devenue Musée de Sèvres et Pont de Saint-Cloud est renommée Parc de Saint-Cloud. Seules les gares de Puteaux, de Suresnes - Longchamp et des Coteaux ont conservé leur nom d'origine.
La ligne est ouverte au service voyageurs dans son intégralité le 2 juillet 1997, le lendemain de son inauguration. Le coût du chantier se monte à 94,52 millions d’euros, auxquels il faut ajouter 41,47 millions d’euros pour les seize rames Tramway français standard (TFS), alors identiques à celles de la ligne T1. La modernisation de la ligne, l'accès direct à La Défense et la desserte selon une fréquence d'un tramway toutes les quatre à douze minutes rencontre un grand succès et fait rapidement croître le trafic bien au-delà des prévisions initiales de 27 000 voyageurs par jour.
Le 5 janvier 2005, la totalité de la ligne est retranchée du réseau ferré national afin de clarifier les rôles de RFF, propriétaire des terrains, et de la RATP, qui exploite et entretient toute la plate-forme, étant donné que la loi du 13 février 1997 créant RFF (actuellement SNCF Réseau) n'avait pas prévu les conditions d’utilisation du type tramway sur le réseau ferré national,.

## Tracé

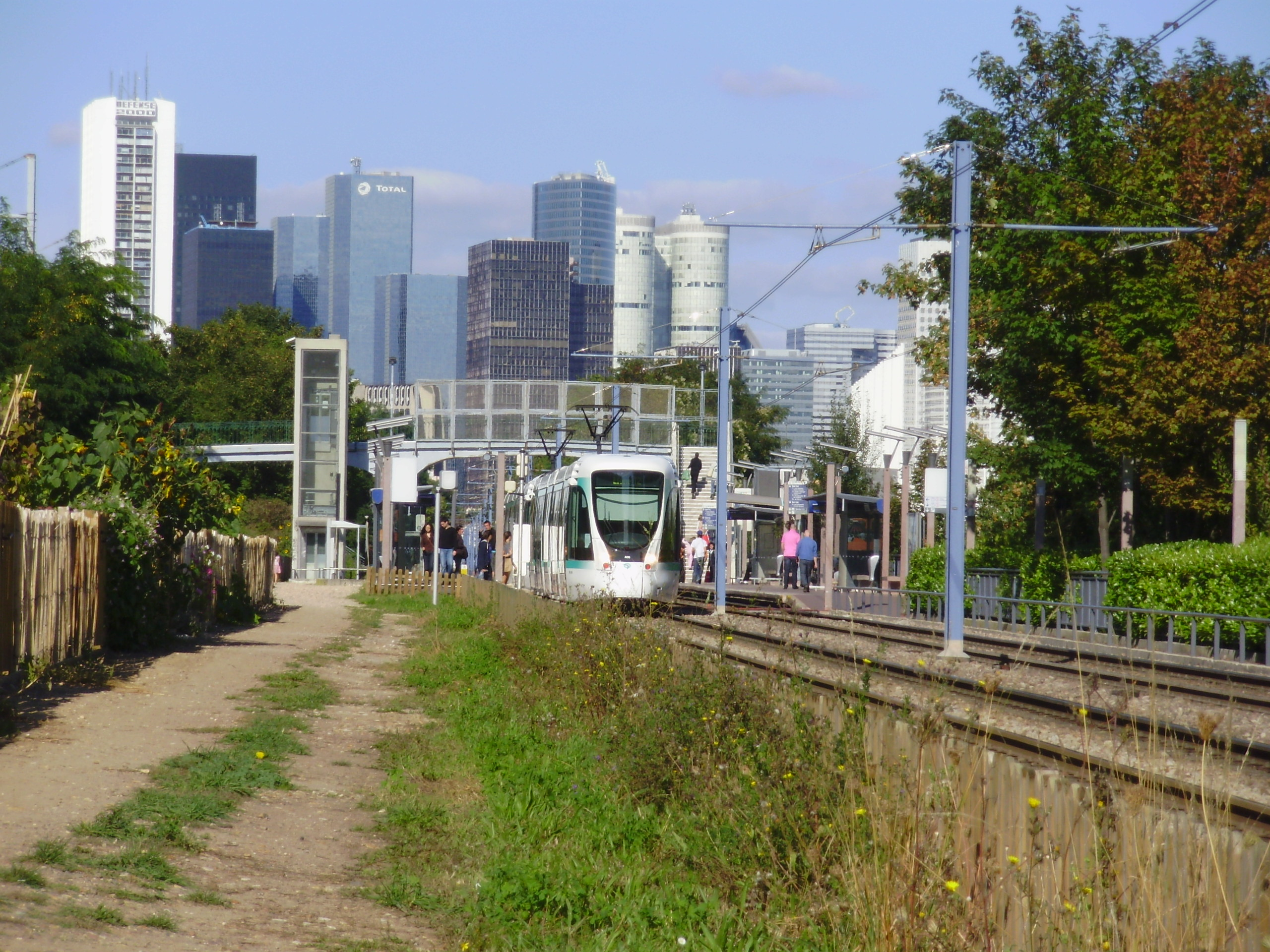
Tramway quittant la station Belvédère vers Porte de Versailles.

La ligne, aujourd'hui empruntée par les tramways du T2 provenant du pont de Bezons, naît à la gare de Puteaux. Dans cette gare, la plate-forme du tramway est au même niveau que la voie ferrée Paris – Versailles / Saint-Nom-la-Bretèche qui lui est parallèle. La ligne descend ensuite progressivement vers la Seine tandis que la voie ferrée Paris – Versailles / Saint-Nom reste plus haut à flanc de coteau, mais les itinéraires restent longtemps parallèles, permettant — exception faite de la station Belvédère — des correspondances à distance sur les cinq stations suivantes. Sur le territoire de Suresnes, la ligne dessert la station Belvédère. Au pied du mont Valérien, la ligne traverse un premier tunnel de 315 mètres, puis atteint la station Suresnes - Longchamp. Maintenant en remblai, le tracé domine un quartier pavillonnaire avant d'atteindre la station suivante Les Coteaux à Saint-Cloud. La ligne accentue sa descente vers le fleuve avec une pente de 5 à 10 mm/m, et atteint la station Les Milons, au centre d'un quartier d'habitat collectif. La ligne est alors traversée par deux passages à niveau successifs, puis atteint la station Parc de Saint-Cloud, au pied du viaduc de l'autoroute de Normandie.
Le tracé emprunte ensuite un tunnel de 220 mètres de long sous les ouvrages du carrefour routier du pont de Saint-Cloud et se rapproche de la Seine, au pied du parc de Saint-Cloud. En 2006, les travaux préparatoires du centre nautique de l'Île Monsieur ont, entre autres, intégré un ripage des voies du T2 sur ce tronçon : la ligne qui longeait la Seine auparavant a été déplacée le long de la RD 7 et croise deux accès routiers au centre nautique. En reprenant son tracé d'origine, la ligne atteint la station Musée de Sèvres, à proximité du musée national de la Céramique. Après le pont de Sèvres, la ligne quitte les rives de la Seine face à l'Île Seguin pour contourner d'anciens bâtiments des usines Renault, et dessert la station Brimborion, ancienne gare de Bellevue - Funiculaire, au pied de l'ancien funiculaire de Bellevue et du parc de Brimborion. La ligne dessert ensuite la station de Meudon-sur-Seine puis amorce une nouvelle descente jusqu'à Issy-les-Moulineaux, desservant la station Les Moulineaux au cœur d'un quartier d'habitat collectif et de bureaux. Le poste de commandement de la ligne (PCL) T2 se situe à proximité de cette station.
La ligne longe l'atelier de maintenance et les garages du T2, avant de desservir la station Jacques Henri Lartigue. La plate-forme est alors située en contrebas de la ligne C du RER et atteint la gare d'Issy-Val de Seine qui donne correspondance à cette ligne.
Les rames du T2 continuent ensuite leur chemin en direction de la Porte de Versailles, quittant de ce fait, l'ancienne Ligne des Moulineaux.

## Exploitation en mode tramway

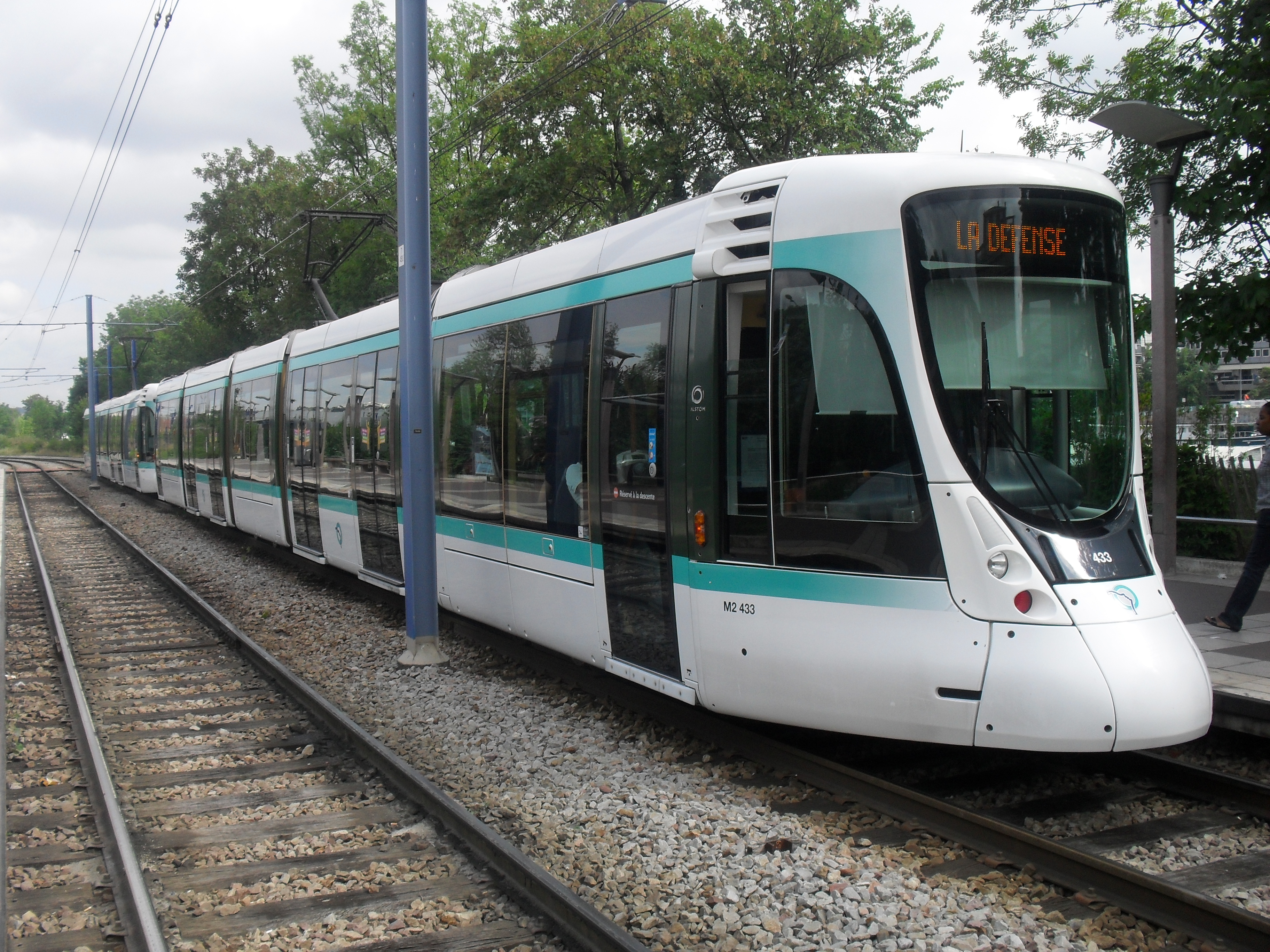
La rame Citadis 302 no 433 à Musée de Sèvres

Depuis le 2 juillet 1997, la plate-forme de la ligne est empruntée quotidiennement par les rames de la ligne 2 du tramway d'Île-de-France, plus souvent simplement nommée T2. Une courte section de cette plate-forme est occupée depuis 2006 par le parc nautique départemental de l'île Monsieur, le tramway faisant désormais un détour. Exploitée par la Régie autonome des transports parisiens, la ligne T2 relie aujourd'hui le pont de Bezons à la porte de Versailles en desservant vingt-quatre stations dont une située au cœur du quartier d'affaires de La Défense, pour une longueur totale de 17,8 kilomètres.
Contrairement aux lignes T1 et T3a qui sont implantées en site propre pris sur la voirie, axial ou latéral, la ligne T2, également en site propre, est implantée hors de la voirie entre les stations La Défense et Suzanne Lenglen, sur l'emprise de l'ancienne ligne des Moulineaux. Cette particularité, qui limite les interfaces avec le trafic routier, permet à la ligne d'avoir une vitesse commerciale supérieure à celle des autres lignes de tramway franciliennes.

Plan de la ligne T2.